# 細川興秋
長岡 忠秋（ながおか ただあき） / 細川 興秋（ほそかわ おきあき）は、安土桃山時代から江戸時代前期にかけての武将。細川忠興の次男。

## 生涯
母玉が味土野（現京丹後市弥栄町）幽閉中に誕生。一時期、叔父細川興元（後の常陸谷田部藩主）の養子となった。
慶長5年（1600年）の関ヶ原の戦いでは、父や兄忠隆と共に参陣して戦功を挙げた。同年の冬、父忠興がその戦功を賞されて豊前国・豊後国39万9000石に加増移封されたのち、慶長6年（1601年）12月に出奔した興元の後継として小倉城代を任されている。
慶長9年（1604年）に兄の忠隆（長岡休無）が勘当・廃嫡された。
慶長10年（1605年）、それまで徳川氏の江戸人質を勤めていた弟忠利が嫡子となることが決まり、その身代わりとして、人質となるために江戸に向かう途中で細川家から出奔、京都建仁寺に入って剃髪してしまった。その後は京で独自の領地を持っていた祖父の幽斎を頼って暮らした。この頃の京都には幽斎のもとに、同じく出奔した叔父の興元、長兄で廃嫡された忠隆（長岡休無）らが集まっていたことになる。
慶長19年（1614年）からの大坂の陣で豊臣氏に味方し大坂城に入城、道明寺の戦い、天王寺・岡山の戦いなど奮戦し評判になったが、豊臣方は敗北したため戦場を離脱し、細川家家老松井氏の菩提寺、伏見の稲荷山東林院（現在場所は不明）に匿われる。忠興は助命を許さず、6月6日、東林院で切腹した。介錯は派遣された松井右近太夫（入江右近）が務めた（『細川家記』）とされる。徳川家康より赦免の話があったが、忠興がそれを断った、とも伝わる。
細川家の菩提寺他どの地にも興秋と断定される墓はない。しかし、興秋と同様に慶長12年（1607年）に出奔し、その後行動を共にし大坂にも籠城した細川家元重臣の米田是季（米田監物/長岡興季）は、戦後だいぶ経ってから帰参を許され、2000石を与えられ島原の乱などに活躍して知行1万石まで増え、後に代々家老職を務めた。このことから、「興秋は、実は忠興の密命で監物に助けられて九州天草に逃れ、子孫は庄屋になった」との異説がある。ただし天草は一度として細川領にはなっていない。

## 異説
- 興秋自害に関する異説
実は、興秋は熊本天草に逃れ、宗専と名を変えて子孫は大庄屋として続いたとするもので、詳しい興秋系図がその庄屋家から享和2年（1802年）に天領だった天草の町奉行に差し出された（細川家同族天草長岡家系譜・熊本県立図書館蔵／下記外部リンク）。庄屋家子孫が建てた興秋の墓が本渡市御領の曹洞宗芳証寺の東墓地にあり、墓石の諡は長興寺殿慈徳宗専大居士、享年60。昭和に入ってから検証が試みられたが、結局真偽は明らかにはならなかった。
- キリシタン
天正15年（1587年）、興秋が重病にかかった際、母・ガラシャにより洗礼を受け「ジョアン」の洗礼名を与えられたともされる。ただし、このことについて書かれた、1587年のイエズス会日本年報に掲載されたガラシャの書簡では、重病で洗礼を受けた「二番目の息子」の年齢を3歳として記述しており、当時数え5歳であった興秋とは合致しない。これを単に年齢のみの誤記とする見方や、「二番目」が誤記で実際は弟の忠利（当時数え2歳）を指すとする見方もある[3]。

## 系譜
- 父：細川忠興（1563年 - 1646年）
- 母：明智玉（1563年 - 1600年）
- 養父：細川興元（1566年 - 1619年）
- 室：氏家行継娘
  - 女子：鍋姫（1613年 - 1689年） - 南条元信（1684年没）室

## 登場作品
小説
- 山田風太郎『剣鬼喇嘛仏』 ‐ 本作の漫画版、せがわまさき『山風短』もある。

テレビドラマ
- 葵 徳川三代（2000年、NHK大河ドラマ、演：足立龍弥→三田恭平）